# Красная Зорька (Ульяновская область)
Красная Зорька — село в Барышском районе Ульяновской области. Входит в состав Земляничненского сельского поселения.

## Географическое положение
Расположено в западной части региона, в 8 км к юго-западу от районного центра, на р. Барыш.

## История
Основано в 1727 году, вдовой симбирского дворянина Ивана Зиновьева Февронией Ивановной с дочерьми Анной и Евдокией, как выселок села Старая Зиновьевка (ныне Новый Дол), в верхнем течении Барыша, в тридцать с лишним вёрст от своего имения. Это селение получило официальное название Новая Зиновьевка.
В 1728 году прихожанами был построен деревянный храм в честь Рождества Пресвятые Богородицы.
В 1780 году, при создании Симбирского наместничества, село Новая Зиновьевка, при реке Сар Барыше, помещиковых крестьян, было передано из Синбирского в Канадейский уезд. 
В 1796 году — в составе Карсунского уезда Симбирской губернии.
В 1859 году село Новая Зиновьевка входило состав Карсунского уезда Симбирской губернии, в котором в 48 дворах жило 255 человек, имелась церковь.
Школа грамоты существует с 1894 года, помещается в общественном здании.
В 1913 году село называлась Ново-Зиновьевка,  затем снова Новая Зиновьевка. 
В 1937 году, в связи с расстрелом «врага народа» бывшего председателя Ленинградского Совета депутатов Г. Е. Зиновьева, было переименовано село Новая Зиновьевка — в Красная Зорька.

## Население
| 2010 |
| ---- |
| 310  |

В 1913 году было 65 дворов, 457 жителей, в 1996 — население 436 человек, преимущественно русские.

## Известные уроженцы
Михаил Павлович Кульбейкин (1906—2000) — советский государственный деятель, первый заместитель министра лесной и бумажной промышленности СССР, министр лесной и бумажной промышленности Украинской ССР. Депутат Верховного Совета Украинской ССР 3-го созыва, секретарь Хабаровского Крайкома ВКП(б) по промышленности.

## Инфраструктура
Школа (ведет историю с 1894 года, с церковно- приходской школы), библиотека, медпункт, центр СПК «Лесной».
В 1913 году действовала церковь Рождества Богородицы (не сохранилась). При селе была мельница на р. Барыш П. Б. Зайцева, лесопильный завод мельница и усадьба Торгового Дома «Карпов с Сыновьями».